# Prionofrontia nyctiscia
Prionofrontia nyctiscia är en fjärilsart som beskrevs av George Francis Hampson 1926. Prionofrontia nyctiscia ingår i släktet Prionofrontia och familjen nattflyn. Inga underarter finns listade i Catalogue of Life.